# Selskabet til de skønne og nyttige Videnskabers Forfremmelse
Selskabet til de skønne og nyttige Videnskabers Forfremmelse var et dansk selskab stiftet 1759 i København var at fremme poesi og veltalenhed.
Selskabet blev sandsynligvis stiftet på foranledning af en mindre gruppe litterært interesserede, i første række J.A. Cramer og Friedrich Gottlieb Klopstock. Selskabets Opgave var at fremme poesi og veltalenhed på grundlag af en forening af det nyttige og det skønne, hvilket faldt sammen med oplysningstidens æstetiske grundanskuelse.
Selskabet søgte at nå sit mål ved udsættelse af årlige priser for den bedste poetiske og prosaiske udarbejdelse af et givent emne i I det danske sprog; samtidig planlagdes et
periodisk skrift, der kunne "fritage Nationens skiønne Aander fra at sørge for Trykningen af deres mest udsøgte Arbejder". Frederik 5. tilstod selskabet 400 rigsdaler årligt, og samtidens fineste litterære navne tog plads i dets bestyrelse, således Bolle Willum Luxdorph og Adolph Gotthard Carstens.
Den første prisopgave, selskabet udsatte, var den af Christian Braunmann Tullin besvarede Søfartens Oprindelse og Virkninger, en udmærket prøve på læredigtet, således som dette var det "smagende" selskabs litterære ideal. I 18. århundrede var selskabets rolle ret betydelig; senere gled det gradvis ud af litteraturhistorien. Dets seneste betydelige indsats var udsættelsen af de 4 romancer 1828, der kaldte flere af Danmarks yngre sangere frem.
Selskabets beskedne formue overgik i slutningen af det 19. århundrede til Dansk Forfatterforening. I 1966 blev selskabet forenet med Det Danske Akademi.